# エレファンテス・デ・シエンフエーゴス
エレファンテス・デ・シエンフエーゴス（スペイン語: Elefantes de Cienfuegos）は、キューバの野球リーグであるセリエ・ナシオナル・デ・ベイスボルに所属する野球チーム。本拠地はキューバ中央部南岸の都市シエンフエーゴス。

## 概要
現在のチームは1977年に設立。
1970年代は成績中位であったが、1980年代以降は低迷。その後2002年-2003年シーズンに初のプレーオフに進出し、2010年-2011年には3位となっている。
チームのシンボルは象。キャッチフレーズは「象は歩みは遅いが、破砕する！」。
アメリカ合衆国でも亡命キューバ人を中心に人気があるチームであり、チームシャツなどが「シエンフエゴスの本物のシャツを着よう」というスローガンと共に販売されている。

## 主な所属選手
- アディエル・パルマ
- エリスベル・アルエバルエナ
- セサル・プリエト（英語版）
- ノルベルト・ゴンサレス
- ホセ・アブレイユ
- ヤシエル・プイグ
- ヨアン・モンカダ
- ヨスバニー・ペレス